# 1948 у літературі

## Нагороди
- Вістен Г'ю Оден став лауреатом Пулітцерівської премії за барокову еклогу «Вік тривоги».

## Народились
- А. С. А. Гаррісон
- Абліцов Олександр Іванович
- Азем Власі
- Айзенберг Михайло Натанович
- Алексієвич Світлана Олександрівна
- Альдо Бузі
- Альфред Сант
- Анджей Сапковський
- Андрей Ойштяну
- Анна Мітгуч
- Антоненко Анатолій Олексійович
- Ахмед аль-Хамісі
- Ахмед Гумаюн
- Бабенко Марія Тимофіївна
- Багірова Віра Михайлівна
- Баканов Віталій Андрійович
- Бану Муштак
- Баров Євген Ігорович
- Басараба Василь Наумович
- Баулін Павло Борисович
- Беппе Грілло
- Береза Богдан Зіновійович
- Березовчук Лариса Миколаївна
- Бернар-Анрі Леві
- Бернар-Марі Кольтес
- Божко Раїса Альбертівна
- Боровець Борис Тимофійович
- Боровко Микола Маркіянович
- Босак Микола Володимирович
- Брайдер Юрій Михайлович
- Брайнін Валерій Борисович
- Браха Ліхтенберг Еттінґер
- Буляков Флорид Мінемуллінович
- Бурбела Віктор Анастасійович
- Бучко Микола Іванович
- Веллер Михайло Йосипович
- Віктор Малярек
- Вільям Гібсон
- Віргуш Наталія Василівна
- Віталій Конопелець
- Воловник Семен Веніамінович
- Вольф Ерльбрух
- Вонда Мак-Інтайр
- Воньо Мирослав Михайлович
- Вощанов Павло Ігорович
- Галя Акерман
- Ганс Моравек
- Гашпар Міклош Тамаш
- Геннінг Манкелль
- Герман Олег Михайлович
- Головачов Василь Васильович
- Горан Трібусон
- Горощак Ярослав Іванович
- Гочу Сіміон Сіміонович
- Грабовський Валерій Васильович
- Гризун Анатолій Пилипович
- Гругман Рафаель Абрамович
- Гуменюк Марія Василівна
- Густаво Горріті
- Ґонзаґ Сен-Брі
- Давид Албахарі
- Данута Хюбнер
- Даянова Таскіра Байрамівна
- Демчишин Іван Миколайович
- Ден Сіммонс
- Джейн Енн Кренц
- Джоан Д. Вінжі
- Джордж Мартін (письменник)
- Джордж Сіртеш
- Джулія Кемерон
- Джульєт Маріллер
- Діана Акерман
- Довгополий Ярослав Миколайович
- Драго Янчар
- Дубович Микола Іванович
- Душан Ковачевич
- Екхарт Толле
- Естер Рошон
- Єлишевич Григорій Львович
- Жданов Олексій Васильович
- Жолдак Богдан Олексійович
- Задорнов Михайло Миколайович
- Задорожна Людмила Михайлівна
- Зіновчук Марія Пилипівна
- Зоран Живкович (письменник)
- Йозеф Банаш
- Ієн Мак'юен
- Інрі Крісту
- Іов Іван Павлович
- Каменюк Михайло Феодосійович
- Капуста Віктор Львович
- Карел Блажек
- Катрін Брейя
- Кейт Борнштейн
- Керол Берг
- Кеті Райкс
- Кірик-Радомська Людмила Августинівна
- Ковальова Олександра Прокопівна
- Ковтонюк Борис Мусійович
- Козак Роман Петрович
- Коломієць Іван Сергійович
- Кольцова Надія Тимофіївна
- Корінь Антоніна Михайлівна
- Костецький Анатолій Георгійович
- Кривий Микола Васильович
- Кузик Ярослав Олексійович
- Кузьменко Володимир Данилович
- Кулиняк Данило Іванович
- Кулініченко Ніна Петрівна
- Кушпет Володимир Григорович
- Лазаревський Олександр Олександрович
- Левицький Михайло Васильович (поет)
- Лен Вейн
- Лестер Бенгс
- Лідія Сальвер
- Ліліана Абуд
- Лоуренс Девід Фрідман
- Людкевич Марія Йосипівна
- Лящук Василь Кіндратович
- М. В. С. Харанатха Рао
- Майданська Софія Василівна
- Майкл Доббс
- Майкл Кусуґак
- Майкл Медвед
- Маріт Крістенсен
- Мартін Зутер
- Меїр Шалев
- Милославський Юрій Георгійович
- Мідзукі Кьоко
- Міннуллін Роберт Мугаллімович
- Мойсієнко Анатолій Кирилович
- Москаленко Михайло Никонович
- Мухаммад Бенніс
- Намжил Німбуєв
- Натан Щаранський
- Ненсі Кресс
- Ненсі Спрінгер
- Ніколае Добіжа
- Овдієнко Людмила Миколаївна
- Овдієнко Марія Григорівна
- Олексенко Зінаїда Володимирівна
- Олійник Василь Васильович
- Оліфіренко Вадим Володимирович
- Оне Балюконе
- Опаїц Аркадій Сильвестрович
- Оскар Крейчі
- Павуляк Ярослав Іванович
- Паскаль Кіньяр
- Пастух Роман Іванович
- Патриція Г'юїтт
- Патриція Маккілліп
- Плясовиця Юрій Олексійович
- Побелян Микола Федорович
- Покровський Володимир Валерійович
- Полін Мелвілл
- Полховський Сергій Олегович
- Полякова Людмила Іванівна
- Померанцев Ігор Якович
- Рачинець Сергій Порфирович
- Роберт Джордан
- Рудольф Шенкер
- Савійон Лібрехт
- Садовська Галина Дмитрівна
- Семеняка Віктор Павлович
- Скумін Віктор Андрійович
- Славинський Микола Борисович
- Смирнов Дмитро Миколайович (композитор)
- Сорока Михайло Михайлович (журналіст)
- Спайдер Робінсон
- Стефурак Іван
- Султанов Юрій Ібрагімович
- Сюзанна Кейсен
- Тараненко Людмила Василівна
- Тарасюк Галина Тимофіївна
- Тарчинець Василь Федорович
- Террі Пратчетт
- Тесленко Олександр Костянтинович
- Тихомиров Анатолій Юрійович
- Топунов Юрій Вікторович
- Фабріціо Дель Ноче
- Хелью Ребане
- Хмельовський Орест Михайлович
- Хоролець Лариса Іванівна
- Чадович Микола Трохимович
- Чілачава Рауль Шалвович
- Чужа Федір Олексійович
- Шварц Олена Андріївна
- Шерін Маккрамб
- Юнусова Гульфія Азнагулівна
- Якупова Гульнур Мідхатівна
- Яремко Зенон Йосипович
- Ящук Петро Лаврентійович

## Померли
- Адам Георг
- Алимов Сергій Якович
- Антонен Арто
- Аппакова Даржія Сейфуллівна
- Богуміл Швеля
- Вільгельм Габсбург
- Вісенте Уйдобро
- Вольфганг Вілльріх
- Гаджибеков Узеїр
- Генрієтта Бельгійська
- Грушевська Марія-Іванна Сильвестрівна
- Дадзай Осаму
- Дашкевич Михайло
- Доротея Бранд
- Ейзенштейн Сергій Михайлович
- Елізабет Мегі
- Животко Аркадій Петрович
- Жорж Бернанос
- Загаєвич Василь Дмитрович
- Зельда Фіцджеральд
- Клара Югансон
- Корн Рахіль Вольфівна
- Крупій Андрій Іванович
- Крушнаджі Кхалдікар
- Курт Швіттерс
- Лайош Біро
- Магатма Ґанді
- Максим Ясенівський
- Марія Дунін-Козіцька
- Мілан Бегович
- Монтейру Лобату
- Мосендз Леонід Маркович
- На Хє Сок
- Оскар фон Нідермаєр
- Петрів Всеволод Миколайович
- Рене Бенжамен
- Ржепецька Олена
- Сабахаттін Алі
- Світлик Богдана-Марія Юліанівна
- Секстіл Пушкаріу
- Тардов Михайло Семенович
- Тимченко Євген Костянтинович
- Ткачук Іван Васильович
- Хандоґа Матвій
- Чжу Цзицін
- Шамбінаго Сергій Костянтинович
- Шарль Леска
- Щурат Василь Григорович